# Fayetteville (Carolina del Nord)
Fayetteville è una città e la sede della Contea di Cumberland nello Stato della Carolina del Nord negli Stati Uniti d'America. È nota soprattutto per essere la sede di Fort Bragg, un'importante installazione dell'esercito americano a nord-ovest della città.
Fayetteville ha ricevuto per tre volte il All-America City Award dalla National Civic League. Al censimento del 2020 aveva una popolazione di 208.501 abitanti, è la sesta città più grande della Carolina del Nord. Fayetteville si trova nelle Sandhills, nella parte occidentale della regione di Coastal Plain, sul fiume Cape Fear.
Con una popolazione nel 2020 di 529.252 persone, l'area metropolitana di Fayetteville è la più grande del sud-est della Carolina del Nord e la quinta più grande dello Stato. Le aree suburbane della metropolitana di Fayetteville includono Fort Bragg, Hope Mills, Spring Lake, Raeford, Pope Field, Rockfish, Stedman ed Eastover.

## Storia

### Primi insediamenti
L'area dell'attuale Fayetteville è stata storicamente abitata da diversi popoli nativi americani Siouan, come gli Eno, gli Shakori, i Waccamaw, i Keyauwee e i Cape Fear. Questi popoli hanno seguito le culture successive di altre popolazioni indigene della zona per più di 12.000 anni.
Dopo i violenti sconvolgimenti della guerra yamasee e delle guerra dei Tuscarora nel secondo decennio del XVIII secolo, il governo coloniale della Carolina del Nord incoraggiò l'insediamento coloniale lungo il fiume Cape Fear superiore, l'unico corso d'acqua navigabile interamente all'interno della colonia. Due insediamenti nell'entroterra, Cross Creek e Campbellton, furono fondati da scozzesi provenienti da Campbeltown nella regione di Argyll e Bute, in Scozia.
I commercianti di Wilmington volevano una città sul fiume Cape Fear per assicurarsi il commercio con il paese di frontiera. Temevano che la gente avrebbe usato il fiume Pee Dee per trasportare le merci a Charleston, nella Carolina del Sud. I mercanti acquistarono da Newberry un terreno a Cross Creek. Campbellton divenne un luogo in cui vivevano bianchi poveri e neri liberi e si guadagnò una reputazione di illegalità.
Nel 1783, Cross Creek e Campbellton si unirono e la nuova città fu incorporata come Fayetteville in onore di Gilbert du Motier, marchese di Lafayette, un eroe militare francese che aiutò in modo significativo le forze americane durante la guerra. Fayetteville fu la prima città ad essere chiamata in suo onore negli Stati Uniti. Lafayette visitò la città il 4 e 5 marzo 1825, durante il suo grand tour degli Stati Uniti.

## Amministrazione

### Gemellaggi
- Saint-Avold